# Les Witches
Les Witches est un ensemble instrumental français spécialisé dans les musiques anciennes (Renaissance et Baroque), formé en 1992.
Plusieurs de ses membres sont par ailleurs enseignants dans divers conservatoires.
Leurs explorations musicales les amènent régulièrement à la croisée des chemins entre musiques "savantes" et musiques de tradition orale (notamment celtique).
Ils participent par ailleurs à la bande originale du film Michel Kohlhaas aux côtés de Martin Wheeler, qui remporta le César de la meilleure musique originale en 2013.

## Membres
- Claire Michon (flûtes)
- Freddy Eichelberger (de) (clavecin, orgue, cistre)
- Odile Edouard (violon)
- Pascale Boquet (luth, guiterne)
- Sylvie Moquet (viole de gambe)

## Discographie
- 1997 : Fortune My Foe: Music of Shakespeare's Time (Hortus, réédité par Dorian)
- 2002 : Nobody's Jig: Mr Playford's English Dancing Master (Alpha Productions)
- 2005 : Bara Faustus' Dreame: Mr. Francis Tregian His Choice (Alpha Productions)
- 2008 : Manuscrit Susanne van Soldt (Alpha Productions)
- 2010 : Konge af Danmark (Alpha Productions)
- 2013 : Lord Gallaway's Delight: An Excellent Collection of Dances & Gaelic Laments (Alpha Productions)
- 2014 : Kohlhaas (Alpha Production) (bande-originale du film éponyme)
- 2014 : Everybody's Tune: Music from The British Isles & Flanders, 17th Century (Alpha Productions) (compilation de précédents albums)